# Andrea Dossena
Andrea Dossena (Lodi, 11 de setembro de 1981) é um treinador e ex-futebolista italiano que atuava como lateral-esquerdo. Atualmente comanda o Pro Vercelli.

## Carreira

### Primeiros anos
Dossena iniciou sua carreira nas categorias de base do Verona. Sua estreia aconteceu em novembro de 2001, quando tinha vinte anos, contra o rival Chievo. Após quatro temporadas na equipe do Verona, se transferiu em co-propriedade para o Treviso, que foi promovido após o Caso Genoa.

### Udinese
Sua estadia no Treviso durou apenas uma temporada, quando novamente se transferiu em co-propriedade, agora, para a Udinese, que pagou quinhentos mil euros pelo negócio, mais o empréstimo de Alessandro Moro. Em seu primeira temporada na equipe, disputou vinte e oito partidas. Já na segunda, Dossena foi adquirido definitivamente pela Udinese, e atuando como ala esquerdo atrás de Antonio Di Natale, marcou dois tentos.

### Liverpool
Em 4 de julho de 2008, Dossena foi confirmado como novo reforço do Liverpool, assinando um contrato de quatro anos, com valores não revelados, mas especulados em torno de sete milhões de euros, tornando-se o primeiro italiano a defender o clube.
Dossena foi contrato como substitudo do norueguês John Arne Riise, que acabara de se transferir para a Roma. Seis dias após ser contratado, foi anunciado que usaria a camisa número dois. Sua estreia pelos Reds aconteceu em 16 de agosto, na vitória sobre o Sunderland (1 a 0). O seu início no Liverpool foi marcado por um baixo desempenho, tendo o mesmo declarado ao The Guardian:
"Eu não estou feliz com meu nível. Devo chegar a um nível maior e mantê-lo, mas primeiro preciso vencer com a seleção. Estou aprendendo o tempo todo".
Dossena reforçou que estava comprometido com o clube e explicou que ele estava tendo dificuldades com o ritmo do futebol inglês, que era diferente do ritmo do futebol italiano. Apesar de seu mau desempenho, ele recebeu mais oportunidades após a lesão do títular Fábio Aurélio no final de novembro. Porém, acabou perdendo novamente a vaga com o retorno de Aurélio e, ao mesmo tempo, surgia mais um concorrente para sua vaga: Emiliano Insúa.
Seu primeiro gol com a camisa dos Reds aconteceu quase um ano após sua contratação, em 10 de março, na vitória sobre o Real Madrid (4 a 0), após entrar no decorrer do segundo tempo. Quatro dias depois, marcou seu primeiro tento na Premier League, agora, na vitória sobre o Manchester United (4 a 1). Em ambos os gols, Dossena atuava como ala esquerdo, assim como na época que marcou seus gols na Udinese. Em julho, seu número foi dado ao recém-contratado Glen Johnson, e Dossena acabou adotando o número trinta e oito.

### De volta à Itália
Após uma passagem frustrante nos Reds, onde não teve muitas oportunidades, acabou se transferindo para o Napoli, que pagou cinco milhões de euros por um contrato de quatro temporadas.

### Palermo
Em janeiro de 2013 é emprestado ao Palermo até o fim da temporada.

### Seleção Italiana
Pela Squadra Azzurra, Dossena disputou quatro partidas com a equipe sub-21. Sua estreia na equipe principal aconteceu apenas em 17 de outubro de 2007, no amistoso contra a África do Sul (vitória 2 a 0). Sua segunda partida aconteceu apenas dez meses após sua estreia, na partida contra a Áustria, em 20 de agosto de 2008 (empate 2 a 2). Dossena também esteve presente na fracassada campanha da equipe na Copa das Confederações de 2009, tendo feito um gol contra na derrota para o Brasil (3 a 0), foi um dos responsável pela eliminação da equipe no torneio.

## Títulos
Napoli
- Copa da Itália: 2011–12